# Fließ
Fließ è un comune austriaco di 3 051 abitanti (1º gennaio 2019) nel distretto di Landeck, in Tirolo.

## Amministrazione

### Gemellaggi
Fließ è gemellata con:
- Meano, Provincia di Trento (dal 1997).[1]